# О Сан Ук
О Сан Ук (кор. 오상욱; род. 30 сентября 1996 года) — южнокорейский фехтовальщик на саблях, трёхратный олимпийский чемпион 2020 и 2024 годов, 5-кратный чемпион мира, многократный чемпион Азии.
В 2019 году в Будапеште О Сан Ук стал третьим в истории представителем Республики Корея (после Вон У Ёна в 2010 году и Ким Джон Хвана в 2018 году), кому удалось стать чемпионом мира в личном первенстве саблистов. Там же в Будапеште О третий раз подряд стал чемпионом мира в командном первенстве.